# حشره‌خوارسانیان راستین
حشره‌خوارسانیان راستین (به لاتین: Soricomorpha) (از یونانی "شبیه حشره‌خوار") که قبلا آرایه در رده پستانداران استفاده شده است. در گذشته گروه قابل توجهی را در راسته قبلی حشره‌خوارسانان تشکیل می‌داد. با این حال، پستانداران حشره‌خوار، چندتباری را نشان دادند که در راسته‌های جدید و مختلف از آن تقسیم شدند، از جمله حشره‌خواران آفریقایی ( تیغ‌پشت، موش کور طلایی ، سموریان رودخانه‌ای )، حشره‌خوار جهنده (حشره‌خوارهای فیلی) و خارپشت‌سانان ( خارپشت و موش‌تیغی)، با چهار آرایه باقی‌مانده موجود و خانواده‌های اخیر (Soricomorpha) که در اینجا نشان داده شده‌اند، سپس به عنوان یک سفارش جداگانه در نظر گرفته می‌شوند. بنابر این، راسته پیشین حشره‌خوارسانان (Insectivora) خالی ماند و متلاشی شد. 
پیامد آن نشان داده شد که خود حشره‌خوارسانیان راستین پیراتباری است، زیرا Soricidae یک جد مشترک جدیدتر با خارپشتان داشت که نسبت به سایر حشره‌خوارسانیان راستین نزدیک‌تر بود.  نشان داده شده است که ترکیب حشره‌خوارسانیان راستین و خارپشتان، که به عنوان هوچرب‌کورسانان از آن یاد می‌شود، تک‌تباری است.
اعضای زنده این گروه از نظر اندازه از حدود 3.5 سانتی متر و 2 گرم در حشره‌خوار اتروسی، تا حدود 32 سانتی متر و 1 کیلوگرم در شکاف‌دندان کوبایی است.
- حشره‌خوارسانیان راستین
  - خانواده حشره‌خواران راستین
    - زیرخانواده حشره‌خوار دندان‌سفید : (حشره‌خواریان دندان‌سفید)
    - زیرخانواده حشره‌خوارهای دندان‌سرخ : (حشره‌خواریان دندان‌سرخ)
    - زیرخانواده Myosoricinae : (حشره‌خواریان دندان‌سفید آفریقایی)

  - خانواده کورموشان: (موش کورها و بستگان نزدیک)
    - زیرخانواده موش‌های کور بر جدید (موش کورهای دنیای جدید و خویشاوندان نزدیک)
    - زیرخانواده موش کورهای بر قدیم (موش کورهای دنیای قدیم و خویشاوندان نزدیک)
    - زیرخانواده موش کورهای حشره‌خوار (موش کورهای حشره‌خوارمانند چینی)

  - خانواده شکاف‌دندانان : شکاف‌دندان (هوچرب‌کورسانان بدوی کمیاب در دریای کارائیب؛ دو گونه موجود)
  - خانواده † حشره‌خوارهای هند غربی : حشره‌خوارهای هند غربی (هوچرب‌کورسانان اخیراً منقرض‌شده در دریای کارائیب)
  - خانواده † Heterosoricidae
    - سرده † Atasorex
    - سرده  † Dinosorex
    - سرده  † Domnina
    - سرده  † Gobisorex
    - سرده  † Heterosorex
    - سرده  † Ingentisorex
    - سرده  † Lusorex
    - سرده  † Paradomnina
    - سرده  † Quercysorex

  - خانواده † Nyctitheriidae